# Elysium (album, Stratovarius)
Elysium je třinácté studiové album power metalové kapely Stratovarius, které bylo vydáno 12. ledna 2011 ve vydavatelství Victor Entertainment (Japonsko) a 14. ledna ve vydavatelství Edel AG (světově). Téhož roku dosáhlo 1. místa na finských hudebních žebříčcích a je to zároveň poslední album Stratovarius, ve kterém se angažoval dlouhodobý bubeník Jörg Michael, který opustil kapelu v roce 2012.

## Přehled
Oficiální seznam skladeb byl poprvé oznámen klávesistou Jensem Johanssonem na webových stránkách kapely 8. listopadu 2010. Album bylo vydáno ve čtyřech různých formátech: obyčejném CD, luxusní Digipak edici s bonusovým diskem, obsahujícím ukázky z celého alba, dvoudiskovou sběratelskou edici se dvěma bonusovými skladbami na singlu a na desce. „Darkest Hours“ a „Infernal Maze“ byly vydány jako singl 26. listopadu 2010 a dosáhly 4. místa na finských hudebních žebříčcích. S délkou 18:07 minut je úvodní skladba Elysium nejdelší skladbou skupiny. Přebal alba byl vytvořen Gyulou Havancsákem a zobrazuje stejnou kosmickou loď, jako přebal alba Polaris.

## Seznam skladeb
| Pořadí | Název                                       | Hudba                | Text                             | Délka |
| ------ | ------------------------------------------- | -------------------- | -------------------------------- | ----- |
| 1.     | Darkest Hours                               | Kupiainen            | Timo Kotipelto, Matias Kupiainen | 4:11  |
| 2.     | Under Flaming Skies                         | Kotipelto, Kupiainen | Kotipelto                        | 3:51  |
| 3.     | Infernal Maze                               | Kupiainen            | Kotipelto                        | 5:33  |
| 4.     | Fairness Justified                          | Kupiainen            | Kotipelto                        | 4:20  |
| 5.     | The Game Never Ends                         | Johansson            | Jens Johansson                   | 3:53  |
| 6.     | Lifetime in a Moment                        | Porra                | Lauri Porra                      | 6:38  |
| 7.     | Move the Mountain                           | Johansson            | Johansson                        | 5:33  |
| 8.     | Event Horizon                               | Kupiainen            | Kotipelto                        | 4:23  |
| 9.     | Elysium" - "Part I" - "Part II" - "Part III | Kupiainen            | Kupiainen, Kotipelto             | 18:07 |

Celková délka 56:29 minut.

## Obsazení
- Timo Kotipelto – zpěv
- Matias Kupiainen – kytara, programování kláves, technika, mixování (skladby 3,4,8,9), produkce
- Jens Johannson – klávesy
- Jörg Michael – bicí
- Lauri Porra – basová kytara, programování kláves

## Spolutvůrci
- Risto Kupiainen – programování kláves, aranžování orchestru (skladba 3), programování orchestru (skladba 1, 3), chorální programování
- Perttu Vänskä – aranžování orchestru (skladby 1, 2, 4, 9), programování orchestru (skladby 2, 4, 9), technika, editace
- Arzka Sievälä – chorál
- Jani Liimatainen – chorál
- Aleksi Parviainen – chorál
- Tipe Johnson – chorál
- Anssi Stenberg – chorál
- Marko Waara – chorál
- Kalle Keski-Orvola – technika, editace
- Santtu Lehtiniemi – technika (kytara)
- Mikko Karmila – mixování (skladby 1, 2, 5–7)
- Svante Försback – hlavní vedoucí